# Cá phổi châu Phi
Cá phổi châu Phi (Danh pháp khoa học: Protopterus) là một chi cá phổi được tìm thấy ở châu Phi, chi duy nhất thuộc họ Protopteridae. Cá phổi châu Phi gồm 4 loài cá có thể chịu đựng trong hai năm không có nước. Cá phổi phát triển một dạng phổi thô sơ, giúp chúng tiếp nhận oxy trực tiếp từ không khí.

## Mô tả
Cá phổi châu Phi là những loài cá nước ngọt có 6 cung mang và 5 khe nứt mang, với thân hình thuôn dài, bề ngoài giống như cá chình, với các vây ngực và vây hậu môn giống như sợi chỉ. Chúng có vảy mềm còn vây lưng và vây đuôi thì hợp nhất lại thành một cấu trúc duy nhất. Chúng có thể bơi như cá chình hoặctrườn dọc theo đáy môi trường nơi chúng sinh sống bằng các vây ngực và vây hậu môn. Kích thước dao động trong khoảng từ 44 cm (1,44 ft) tới 200 cm (6,6 ft).
Cá phổi châu Phi nói chung sinh sống trong những vùng nước nông, như các loại đầm lầy; tuy nhiên chúng cũng sinh sống trong các hồ lớn, như hồ Victoria. Chúng có thể sống ngoài môi trường nước tới vài tháng trong các hang hốc là lớp bùn đông cứng lại dưới lòng ao hồ khô cạn. Chúng là động vật ăn thịt, với thức ăn chủ yếu là động vật giáp xác, ấu trùng côn trùng thủy sinh cũng như động vật thân mềm và cá nhỏ.

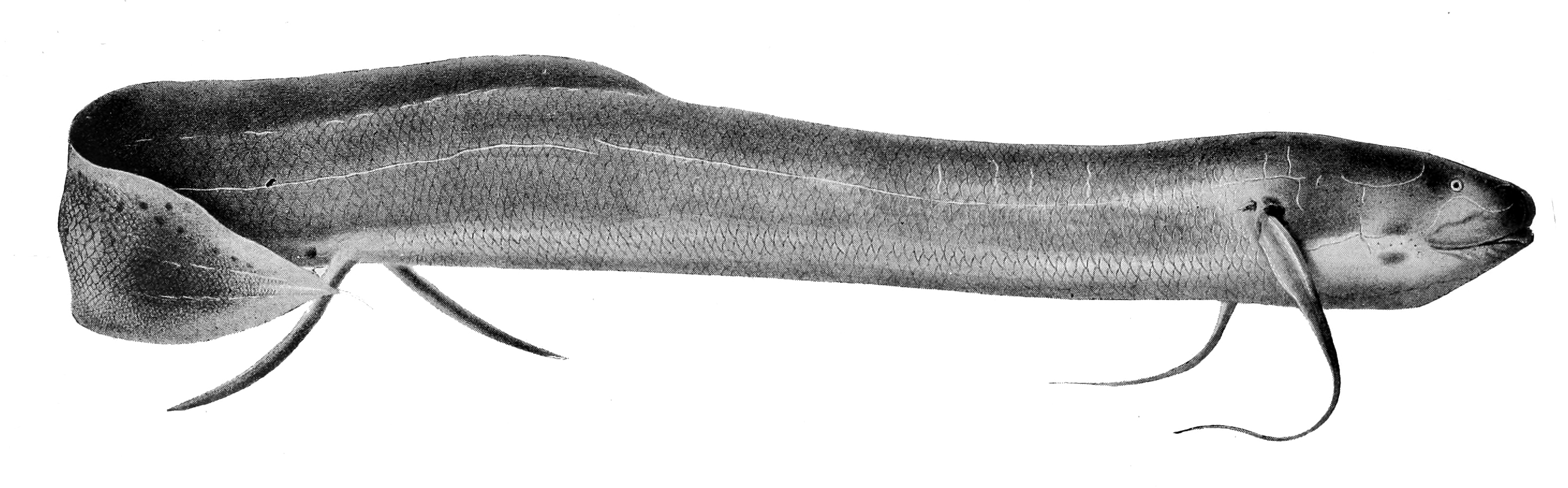
Cá phổi đốm châu Phi (Protopterus dolloi).

## Sinh học

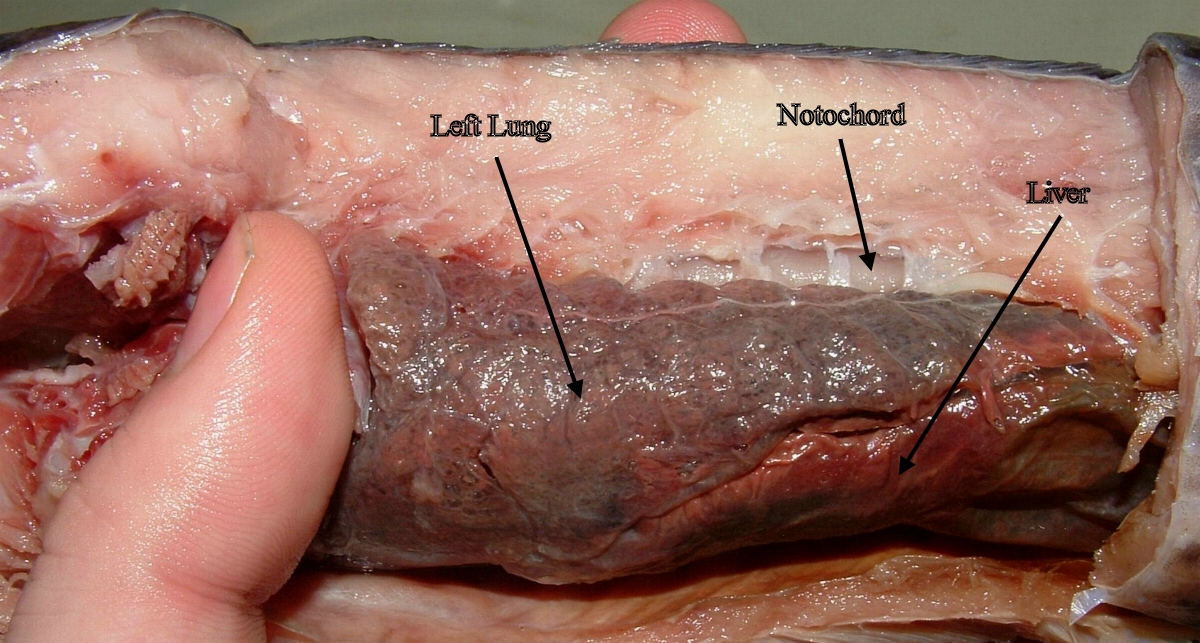
Phổi của một con Protopterus dolloi nhìn từ phía bên

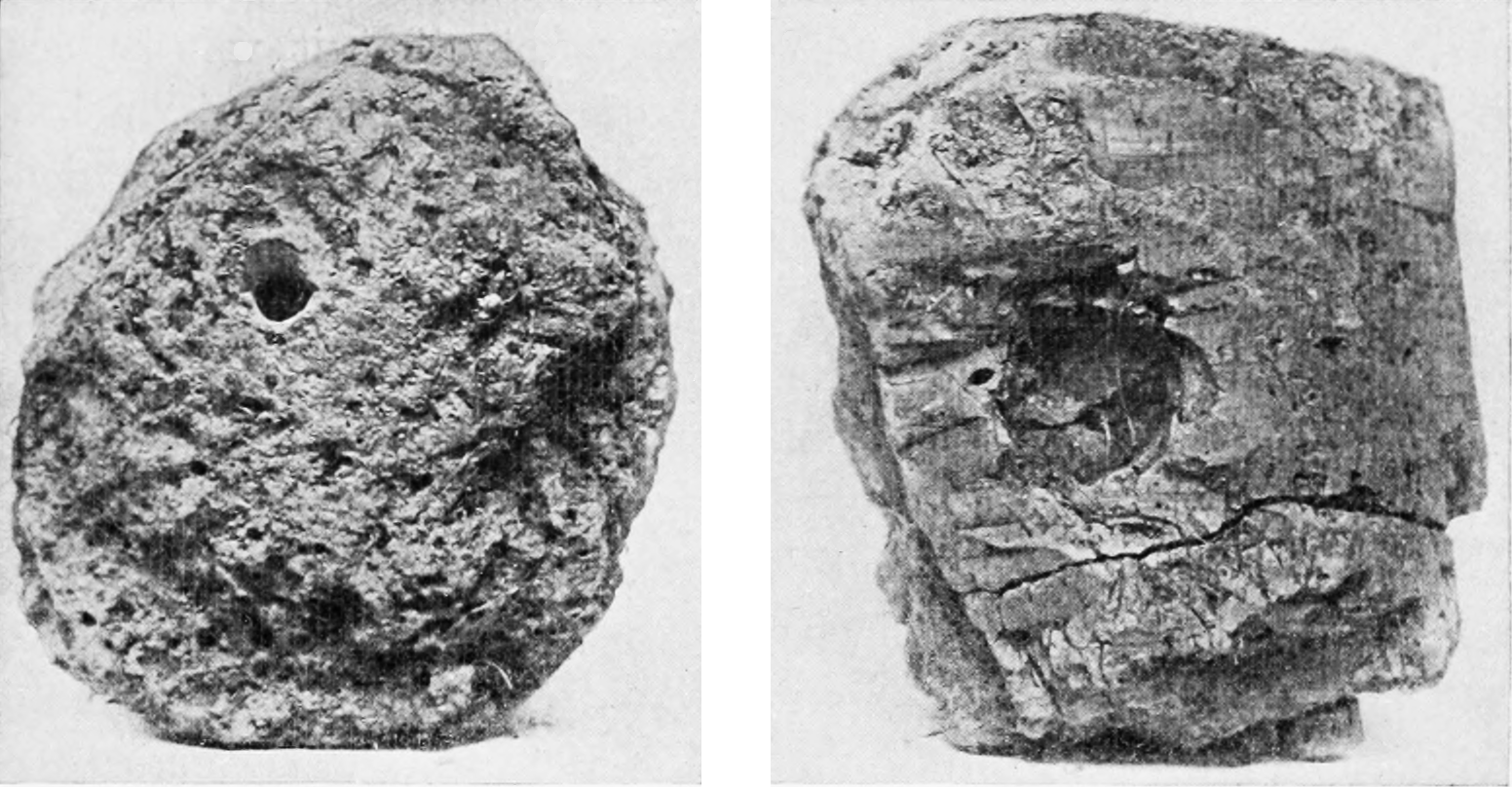
Một cục bùn chứa kén cá phổi

Cá phổi châu Phi là một ví dụ về chuyển tiếp tiến hóa từ thở trong nước sang thở không khí diễn ra như thế nào. Cá phổi châu Phi thường xuyên theo chu kỳ phải sống trong môi trường nước có hàm lượng oxy hòa tan thấp hoặc khi môi trường nước của chúng bị khô kiệt. Sự thích nghi của chúng để đối phó với những điều kiện như vậy là sự lộn trong ra ngoài của một đoạn ruột, tương tự như bong bóng của các loài cá khác, có chức năng giống như phổi. Phổi này chứa nhiều mạch máu nhỏ với thành mỏng, vì thế máu chảy qua các mạch này có thể lấy được oxy từ không khí được nuốt vào trong phổi.
Cá phổi châu Phi là cá hít thở không khí bắt buộc, với mang bị tiêu giảm ở cá trưởng thành. Chúng có 2 cung mang trước vẫn có các mang, nhưng quá nhỏ để có thể hoạt động như là bộ máy hô hấp duy nhất. Tim cá phổi có sự thích nghi để chia tách một phần dòng máu vào hệ tuần hoàn phổi và hệ tuần hoàn toàn thân. Tâm nhĩ được phân chia một phần sao cho nửa bên trái nhận máu giàu oxy và nửa bên phải nhận máu nghèo oxy từ các mô khác. Hai dòng máu này chủ yếu vẫn là tách biệt khi chúng chảy qua tâm thất dẫn tới các cung mang. Kết quả là máu giàu oxy chủ yếu chảy tới các cung mang trước còn máu nghèo oxy chủ yếu chảy tới các cung mang sau.
Chúng lẩn trốn khỏi tình trạng gia tăng sức nóng bằng cách đào hang, ẩn mình dưới bùn. Cá phổi ăn bùn trong quá trình đào hang, rồi thải loại chúng ra ngoài thông qua mang. Sau khi đã đào được một cái hang, chúng tiết ra một loại nước nhầy bao phủ khắp cơ thể. Chất này là một loại da tự nhiên giống như cái kén tằm giúp chúng giữ ẩm cho tới khi có nước. Khi chất nhầy này khô đi, nó hình thành một lớp vỏ bảo vệ cá khỏi trận hạn hán.
Khi tình hình ngày càng trở nên tồi tệ hơn, cá phổi bắt đầu kích hoạt trạng thái ngủ hè. Các thay đổi trong các chức năng sinh lý cho phép loài cá này làm chậm lại quá trình trao đổi chất của nó tới mức chỉ còn không tới 1/60 của mức trao đổi chất thông thường và các chất thải gốc protein được chuyển hóa từ amonia thành dạng ít độc hại hơn là urê (thông thường, cá phổi bài tiết chất thải gốc nitơ dưới dạng amonia trực tiếp vào trong nước).
Cá phổi có thể phải mất tới 4 năm cho đến khi có mưa, giúp nó thoát khỏi tình trạng ngưng hoạt động. Cuối giai đoạn nằm im lìm, chúng sẽ bắt đầu nhúc nhích các cơ để tìm kiếm thức ăn. Số năng lượng còn lại vẫn đủ cho nó tìm được đường về với nước. Cá phổi châu Phi sinh sản khi bắt đầu mùa mưa. Chúng làm tổ hoặc đào hang hốc trong bùn để một hoặc nhiều cá cái đẻ trứng, và sau đó cá đực canh gác để ngăn chặn những kẻ săn mồi. Khi trứng nở, cá con trông giống như nòng nọc với các mang ngoài, và chỉ sau đó mới phát triển phổi và bắt đầu hít thở không khí.

## Các loài và phân loài
Họ Protopteridae
- P. aethiopicus Heckel, 1851 - Cá phổi cẩm thạch. 
  - P. a. aethiopicus Heckel, 1851. Phân bố: Sông Nin, hồ Victoria, hồ Tanganyika.
  - P. a. congicus Poll, 1961. Phân bố: Trung và thượng lưu sông Congo.
  - P. a. mesmaekersi Poll, 1961. Phân bố: Hạ lưu sông Congo.
- P. amphibius (W. K. H. Peters, 1844) - Cá phổi Đông Phi. Phân bố: Các đầm lầy và đồng bằng ngập lụt tại vùng duyên hải Đông Phi, từ Somalia và Kenya, đồng bằng châu thổ sông Zambezi. Cũng ghi nhận tại hồ Rukwa và các bình nguyên ngập lụt ven sông Ruaha và hạ lưu sông Rufiji, nhưng chưa bao giờ được nhận dạng chắc chắn tại Tanzania.
- P. annectens (Owen, 1839) - Cá phổi Tây Phi. 
  - P. a. annectens (Owen, 1839). Phân bố: Senegal, Niger, Gambia, Volta, Chad, cũng có mặt trong các sông nhánh tạm thời của sông Chari ở miền tây Sudan; lưu vực các sông Bandama và Comoé tại Côte d'Ivoire, một số sông nhất định ở Sierra Leone và Guinea.
  - P. a. brieni Poll, 1961 - Cá phổi miền nam châu Phi. Phân bố: Thượng lưu sông Congo, hồ Rukwa, trung và hạ lưu sông Zambezi, hạ lưu sông Pungwe, sông Buzi, sông Sabi, thượng lưu sông Cubango và sông Okavango.
- P. dolloi Boulenger, 1900 - Cá phổi đốm châu Phi. Phân bố: Lưu vực các sông Congo, Kouilou-Niari và Ogowe.[4][5] Loài này không ngủ hè trong kén trong mùa khô.

## Thực phẩm
Người dân châu Phi bản xứ từng đào bới tìm bắt cá phổi để ăn thịt hoặc lưu giữ để làm thịt sau này khi họ cần ăn cá tươi. Thịt chúng có vị nồng tới mức "hoặc là được đánh giá cao hoặc là bị không ưa thích tại khu vực". Trong vòng 50 năm qua việc đánh bắt bằng các loại lưới ngày càng gia tăng nên người ta cho rằng các quần thể cá phổi đang suy giảm.